# Comitatul Iron, Wisconsin
Comitatul Iron este situat  în statul Wisconsin din Statele Unite. Sediul acestuia este Hurley. Conform recensământului din anul 2000, populația sa era de 6.861 de locuitori.

## Demografie
|  | Graficele sunt indisponibile din cauza unor probleme tehnice. Mai multe informații se găsesc la Phabricator și la wiki-ul MediaWiki. |

Date: Wikidata - grafică realizată de Wikipedia